# Зурун
Зуру́н (рос. Зурун) — село у складі Хілоцького району Забайкальського краю, Росія. Входить до складу Бадинського сільського поселення.

## Населення
Населення — 275 осіб (2010; 315 у 2002).
Національний склад (станом на 2002 рік):
- росіяни — 98 %